# رينو 4
رينو 4 (بالإنجليزية: Renault 4)‏ هي سيارة اقتصادية عائلية أنتجتها شركة رينو بين عامي 1961م و1994م لتكون أول سيارة عائلية ذات دفع أمامي تنتجها الشركة.

## الاسم
يطلق على هذه السيارة اسم رينو 4 (بالإنجليزية: Renault 4)‏ أو رينو آر4 (بالإنجليزية: R4)‏ كما أنها اشتهرت باسم 4إل (بالإنجليزية: 4L)‏ ليصبح لها الاسم كاتريل (وهي بالفرنسية تعني 4 ل، حيث غالبا ما تفهم الكلمة بمعنى الأجنحة الأربعة باللغة الفرنسية) وهكذا فقد انتشر هذا الاسم انتشاراً واسعاً في أوروبا ليرمز إلى هذا النوع من سيارات الرينو والتي حافظت على تصميمها الأساسي الخارجي لمدة تزيد عن الـ 30 سنة.

## تاريخ السيارة

### بداية الفكرة
بدأت شركة مجموعة رينو بإنتاج هذه السيارة في عام 1961 لتكون السيارة التالية المنتجة بعد سيارة الرينو 4 سي في التي تم إنتاجها بين عامي 1946 و1961، وقد كانت صناعتها تندرج تحت اطار المنافسة مع شركة سيتروين، حيث جاءت سيارة الرينو 4 كرد على إنتاج سيتروين لسيارة الستروين 2 سي في المنتجة في عام 1948.

استفادت شركة رينو كثيرا من إنتاج سيارة الرينو 4 سي في حيت أنها قامت بدراسة كافة الجوانب الإيجابية والسلبية في تصميم الـ 4سي في وخرجت بتصميم جديد لسيارة أكبر حجماً وذو تصميم حضاري أكثر.

وقد بدأت مجموعة رينو بمشروع التصميم الجديد على يد مديرها العام بيير دريفوس وذلك في عام 1958 وكان الهدف الاساسي هو التوصل إلى إنتاج سيارة مناسبة لكل شخص وقادرة على إرضاء الأذواق المختلفة للزبائن، بحيث تكون سيارة عائلية، مناسبة للنساء، يمكن استخدامها سواءً من قبل سكان الأرياف أو من قبل سكان المدن، وتكون أيضا السيارة مناسبة للتجوال حول العالم.

### انطلاقة التصميم الجديد آر4
في 28 أغسطس 1961 قدمت شركة رينو سيارتها الجديدة رينو أر4 ولكن الانطلاقة الرسمية للسيارة كانت في عام 1965 بعد بيان صحفي من قبل الشركة بعنوان "رينو أر4 السيارة الاقتصادية"، وقد قامت شركة رينو بعد إصدار البيان الصحفي بتسيير 200 سيارة رينو4 بيضاء اللون أمام برج إيفل في فرنسا وقد تم اعتبار ذلك حدثا تسويقيا ملفتا للنظر وكانت إحصائيات إنتاج الشركة لسيارة الرينو أر4 كما يلي:
- حتى عام 1964 كانت هناك نصف مليون سيارة رينو أر4 منتجة.
- حتى عام 1966 وصل العدد إلى مليون سيارة.
- حتى نهاية العام 1977 كان العدد قد وصل إلى 5 ملايين سيارة.
- في عام 1986 وصل العدد إلى 7.5 مليون سيارة.
- حتى عام 1992 العام الذي توقفت فيه رينو عن إنتاج سيارة الرينو أر4 كان عدد السيارات المنتجة قد وصل إلى 8 ملايين سيارة.

### النسخة الأوفر لسيارة رينو 4
قامت شركة رينو في العامين 1961 و1962 بإنتاج سيارة سمّتها رينو 3 وكانت تمهيدا لإصدار السيارة الجديدة وهي مشابهة جدا لسيارة الـرينو 4 المزمع إنتاجها من حيث التصميم الخارجي مع بعض الفروقات الصغيرة، وقدرة محرك أقل، وقد كانت الـرينو 3 هي النسخة الأقل كلفة للتصميم الجديد آر4، تم بيع كمية منها في فرنسا، ولكنها لم تصنع عالمياً، وذلك لأن السوق كان بانتظار صدور السيارة آر4 والتي لم يكن سعرها مختلف جدا عن سعر الـرينو 3.

## معرض صور

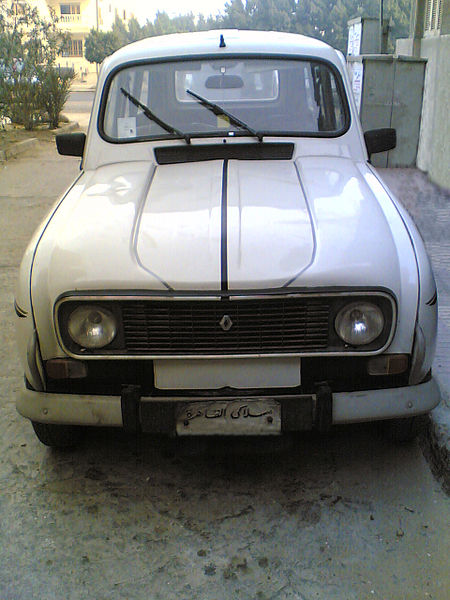
واجهة سيارة رينو 4
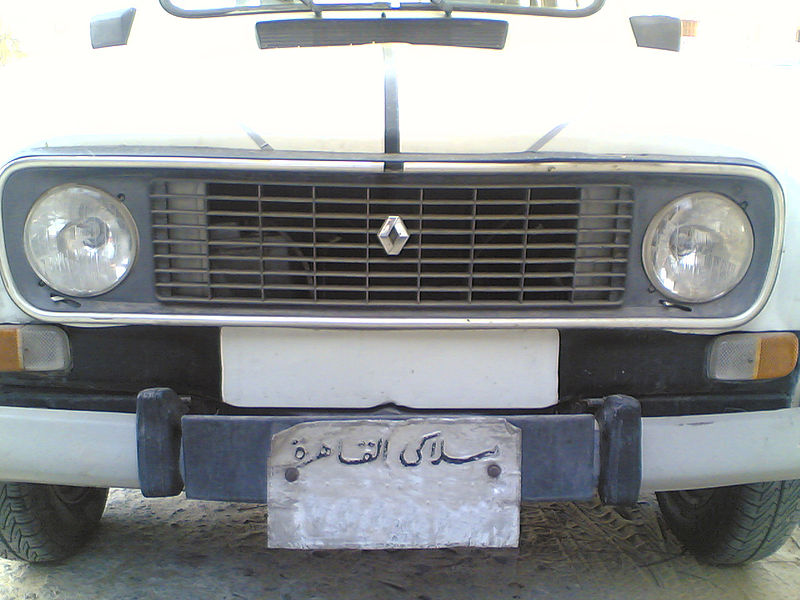
صورة مقرّبة لواجهة السيارة